# Шакуров Сергій Каюмович
Сергій Каюмович Шакуров (рос. Сергей Каюмович Шакуров; нар. 1 січня 1942, Москва, РРФСР) — радянський та російський актор театру і кіно, телеведучий татарського походження. Народний артист РРФСР (1991), лауреат Державної премії СРСР (1980). Фігурант бази даних сайту «Миротворець».

## Біографія
Народився 1 січня 1942 року в Москві в російсько-татарській сім'ї.
У десять років Сергій зайнявся акробатикою, ставши згодом майстром спорту. У сьомому класі вступив у драмгурток. Після закінчення школи, у 1961 році, за рекомендацією відомого драматурга Віктора Розова, Сергій Шакуров вступив до школи-студії при Центральному дитячому театрі.
У 1964 році, закінчивши школу-студію, молодий актор почав працювати в Театрі на Малій Бронній, а через рік його прийняли в трупу Центрального театру Радянської Армії. Пішов з театру разом з Леонідом Хейфецем у Малий театр після закриття вистави «Два товариша» за Володимиром Войновичем, але прийнятий не був.
З 1971 року Сергій Шакуров служив у драматичному театрі ім. К. С. Станіславського. Входив до трупи Московського театру юного глядача.
У кіно Сергій Шакуров дебютував у 1966 році, знявшись відразу в головній ролі у фільмі Маноса Захаріаса «Я солдат, мама». Він зіграв Пегакова — впертого новобранця, що не піддається дисципліні, з яким стикається досвідчений старшина (Валентин Зубков).
Серед робіт актора нульових років: картина «Дикунка», поставлена за класичним матеріалом Олександра Островського, фільм Дмитра Месхієва «Щоденник камікадзе» і біографічний серіал Сергія Снєжкина «Брежнєв». Роль Леоніда Ілліча Брежнєва варто відзначити особливо. На неї пробувалися двадцять артистів, серед них — В'ячеслав Шалевич, Богдан Ступка, Родіон Нахапетов, Юрій Стоянов. Оскільки картина була проектом «Першого каналу», затвердженням займався особисто Костянтин Ернст. В результаті були затверджені Артур Ваха і Сергій Шакуров, які зіграли Брежнєва в різні періоди його життя. Серйозного портретного гриму не знадобилося. Сергій Шакуров розповідає:
Тільки брови — адже вони основна риса Леоніда Ілліча — і наклали сиве волосся. Більше нічого з обличчам не робили. Щоки і друге підборіддя я «наростив» сам. Потім розучував його повільний погляд — щоб дуже органічно і точно увійти в роль.
Оскільки Леонід Ілліч був вищим від Шакурова і щільнішим за статурою, акторові довелося використовувати спеціальні туфлі з каблуком в п'ять сантиметрів і носити спеціальний ватяний каркас, який імітував груди і живіт. Головним же виявився не грим і не інші пристосування, а мистецтво актора. Володіючи дивовижною здатністю перевтілення, Сергій Шакуров створив образ старої, змученої хворобою й інтригами людини.
Знімався у фільмах Вадима Абдрашитова, Анджея Вайди, Андрія Кончаловського, Єгора Кончаловського, Еміля Лотяну, Микити Михалкова, Алли Сурикової, Петра Тодоровського, Марлена Хуцієва, Світлани Дружиніної, Ігоря Масленникова, Галини Юркової-Данелії, Євгена Марковського, Сергія Соловйова.
Ставав членом журі Вищої ліги КВК. Виступав на московській Красній площі: 9 травня 2005 року на концерті з піснею «Від героїв минулих часів», 12 червня 2015 — на святковому концерті «Від Русі до Росії». З 3 вересня по 18 грудня 2016 року був закадровим голосом документального проекту «Герої нашого часу» на телеканалі НТВ. З 27 жовтня 2017 по 11 серпня 2018 року вів телепередачу «Жди мене» на цьому ж каналі.

## Сім'я
- Батько — Каюм Туффітович Шакуров, професійний мисливець, етнічний татарин.
- Мати — Ольга Сергіївна Шакурова (уроджена Щеглова), етнічна росіянка, тітка радянського художника-карикатуриста Євгена Щеглова.
- Перша дружина — Наталія Оленєва, акторка Центрального дитячого театру (нині РАМТ)
  - Син Іван (нар. 1969)
    - Онука Олена
    - Онука Марія
    - Онук Іван
- Друга дружина — Тетяна Кочемасова, акторка
  - Дочка Ольга (нар. 1986)
    - Онук Михайло
    - Онука Анастасія
- Третя дружина — Катерина Михайлівна Шакурова (уроджена Бабалова), театральний продюсер
  - Син Марат (нар. 2004)

## Громадянська позиція
Виступав в окупованому Росією Криму. Фігурант бази даних центру «Миротворець» як особа, що становить загрозу національній безпеці України і міжнародному правопорядку.

## Фільмографія
1. 1966 — Я солдат, мама — Пегаков
2. 1967 — Розбудіть Мухіна! — Саша Мухін
3. 1967 — Відплата — Микола Ільїн
4. 1969 — Каратель — Тоні
5. 1970 — У лазуровому степу — Ігнат Бодягін
6. 1970 — Був місяць травень — Маргослін
7. 1970 — У Москві проїздом… — Стьопа
8. 1971 — Місяць серпень — Олексій Крашенінніков
9. 1972 — На розі Арбата і вулиці Бубулінас — Гена
10. 1972 — Четвертий — Дік
11. 1973 — Земля Санникова — Губін (немає в титрах)
12. 1974 — Свій серед чужих, чужий серед своїх — Забелін
13. 1975 — Сто днів після дитинства — Серьожа
14. 1978 — Сибіріада — Спиридон Соломін
15. 1979 — Смак хліба — Степан Сєчкин, директор цілинного радгоспу «Безмежний»
16. 1979 — Вірою і правдою — Сергуня
17. 1980 — Рятувальник — Андрій Ларіков
18. 1980 — Крах операції «Терор» — Иван Васильевич, «эсер Пронин», чекист
19. 1981 — Жарт? — Риконд
20. 1981 — Портрет дружини художника — Павло
21. 1981 — Два рядки дрібним шрифтом — Голубков
22. 1981 — Всім — дякую! — Дмитро
23. 1981 — Кохана жінка механіка Гаврилова — механік Гаврилов
24. 1982 — Хто стукає у двері до мене... — Гера
25. 1982 — Спадкоємиця по прямій — О. С. Пушкін
26. 1983 — Анна Павлова — Михайло Фокін
27. 1983 — Термін давності
28. 1983 — Рецепт її молодості — Бомбіто, шлюбний аферист
29. 1983 — Пригоди Шерлока Холмса і доктора Ватсона: Скарби Агри — Джонатан Смолл
30. 1984 — Парад планет — Султан, м'ясник
31. 1985 — Площа Повстання — Максим Федоров
32. 1985 — Особиста справа судді Іванової — Сергій Іванов
33. 1986 — Сліди перевертня (Vilkolakio pėdsakai) — Альошин
34. 1986 — Літні враження про планету Z — Олексій Павлович
35. 1986 — Обличчям до обличчя — Дмитро Степанов
36. 1986 — Весела хроніка небезпечної подорожі — Пелей / Діоген / Птах / Старий
37. 1987 — Друг — Микола Нікітін, «Колюн», колишній артист «Москонцерта»
38. 1987 — Перша зустріч, остання зустріч — Шольц
39. 1987 — Візит до Мінотавра — Слідчий Тихонов / Антоніо Страдіварі
40. 1988 — Француз — Анатолій
41. 1988 — Артистка з Грибова — Шура Гололобов
42. 1989 — Дві стріли. Детектив кам'яного століття — Ходок
43. 1989 — Острів — Рудий
44. 1990 — Розпад — Журавльов
45. 1990 — Самогубець — Семен Семенович Подсєкальников
46. 1990 — Собачий бенкет — Аркадій
47. 1990 — Ворог народу — Бухарін — Сталін
48. 1991 — Армавір — Аксюта
49. 1991 — Божа тварина — Олексій Сичов
50. 1992 — Воля
51. 1992 — Ескадрон — поручик Єгор Журін
52. 1994 — Роман в російському стилі (Роман «Alla Russa») — Сергій Петрович
53. 1994 — Один посеред Росії
54. 1994 — Пси-2. Остання кров — полковник Якушин
55. 1994 — Хагі-Траггер — Аль Гарун
56. 1995 — Журавлина в цукрі — Олександр Васильович Йолкін
57. 1997 — Вальс-Бостон
58. 2000 — Пан Тадеуш — капітан Микита Риков
59. 2000 — Різдвяна містерія
60. 2000—2001 — Таємниці палацових переворотів (фільми 1-4) — Олександр Меншиков
61. 2001 — Дикунка — Олександр Львович Ашметьєв
62. 2002 — Щоденник камікадзе — Вадим Коливанов
63. 2002 — Антикілер — «Хрест», злодій в законі
64. 2002 — Лялька —  губернатор
65. 2003 — Антикілер 2: Антитерор — «Хрест», злодій в законі
66. 2005 — Брежнєв — Леонід Ілліч Брежнєв
67. 2006 — Жесть — головлікар
68. 2007 — Консерви — Фома
69. 2007 — На шляху до серця — Леонід Андрійович Солодовников
70. 2007 — Параграф 78 — член Військового трибуналу
71. 2008 — Дурна зірка — Едуард Романович
72. 2009 — О, щасливчик! — Костянтин Германович
73. 2009 — Приватний розшук полковника у відставці — Валерій Петрович Ходасевич
74. 2010 — Приватний розшук полковника у відставці 2 — Валерій Петрович Ходасевич
75. 2010 — Пірат і піратка
76. 2010 — Зворикін-муромець — Володимир Зворикін
77. 2011 — Петро Перший. Заповіт — Ромодановський
78. 2011 — Біла гвардія — Скоропадський
79. 2011 — Висоцький. Дякую, що живий — Семен Володимирович, батько Висоцького
80. 2011 — Товариші полицейські — Василь Сергійович Кислов («Базіль»), кримінальний авторитет
81. 2012 — Після школи — Ярослав Єгорович, директор школи, учитель домоводства для дівчаток
82. 2013 — Скарби О. К. — дід Азім
83. 2013 — Дід 005 — Олег Степанович
84. 2014 — Повітова драма — князь Грохольський
85. 2015 — Велика — Олексій Петрович Бестужев-Рюмін
86. 2016 — Слідчий Тихонов — генерал-полковник МВС СРСР Володимир Шарапов
87. 2016 — Екіпаж — Ігор Миколайович Гущін, батько Олексія Гущіна
88. 2018 — Берізка — Олександр Миколайович Яковлєв, міністр
89. 2019 — Балканський рубіж
90. 2019 — Молодіжка